# Walter Heubach
Walter Heubach, né le 15 février 1865 à Leicester, au Royaume-Uni, et mort le 6 juin 1923 à Munich, en Allemagne, est un peintre naturaliste et illustrateur animalier allemand.

## Biographie
Né en Angleterre de parents allemands, il passe sa jeunesse à Sonneberg, en Thuringe. Après trois ans d'études à l'École des arts appliqués de Munich, il rejoint en 1900 l'atelier du peintre d'histoire Ferdinand Wagner l'aîné, où il travaille pendant onze ans. Il prend ensuite part à des expositions au Palais des glaces de Munich.
Heubach illustre plusieurs ouvrages spécialisés, dont Les Pics (1905), De la vie mentale des animaux supérieurs d'Alexander Sokolowsky (1910), un manuel de botanique d'Otto Schmeil (1911), Livre de poche pour l'identification des oiseaux de Kurt Floericke (1912), le traité de zoologie Brehms Tierleben (1911-1918), Brehms Tierbilder (1913) et les planches de botanique Schmeil Botanische Wandtafel (1913-1914). En 1922,  il réalise les illustrations des deux premiers volumes des Oiseaux d'Europe centrale d'Otto Fehringer (1922-1931), qui sont republiées dans Les Oiseaux chanteurs : principales espèces d'Europe de Maurice Delamarre de Monchaux (1923).
Une rue porte son nom à Aichach, en Bavière.

## Galerie

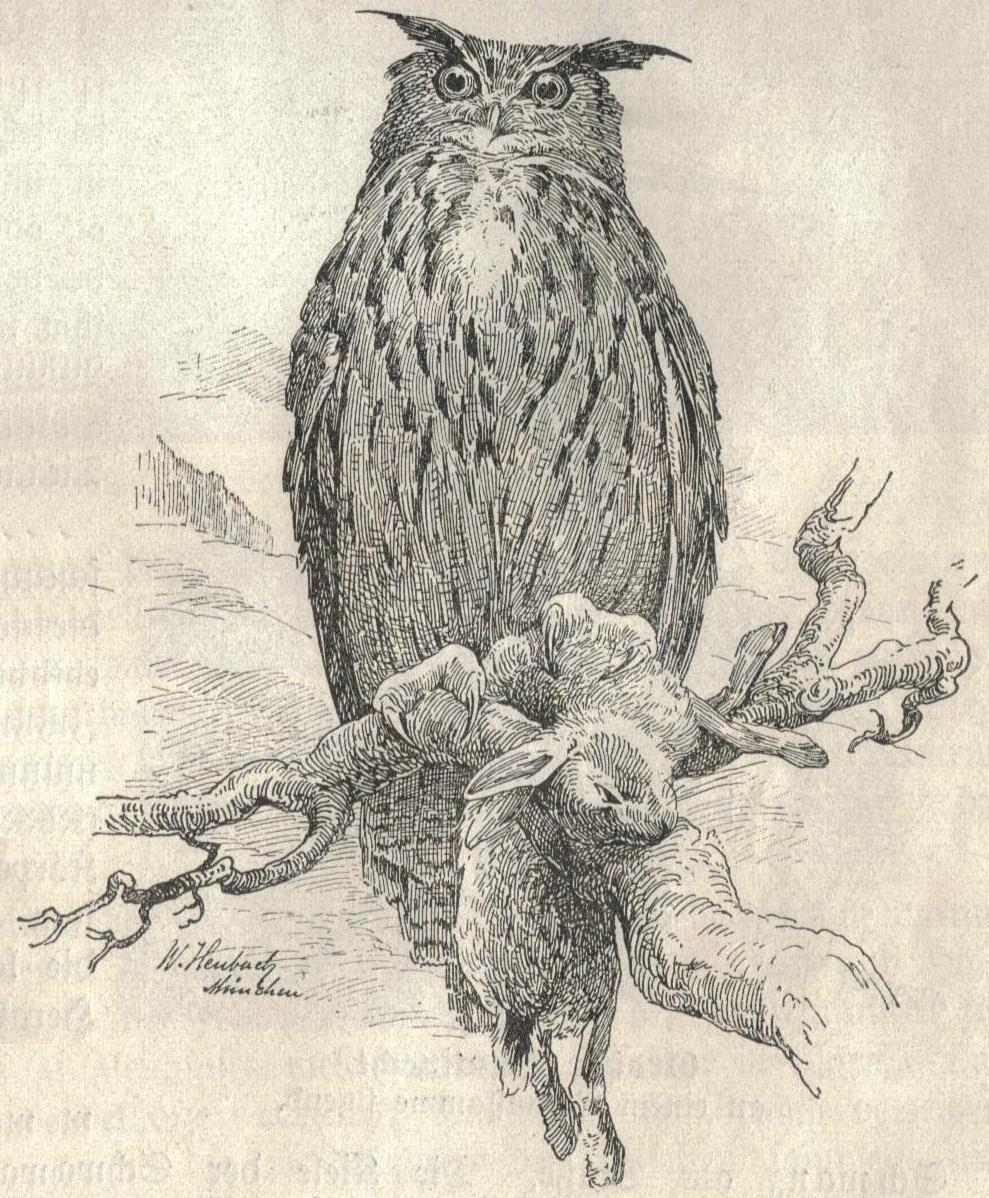
Grand-duc d'Europe
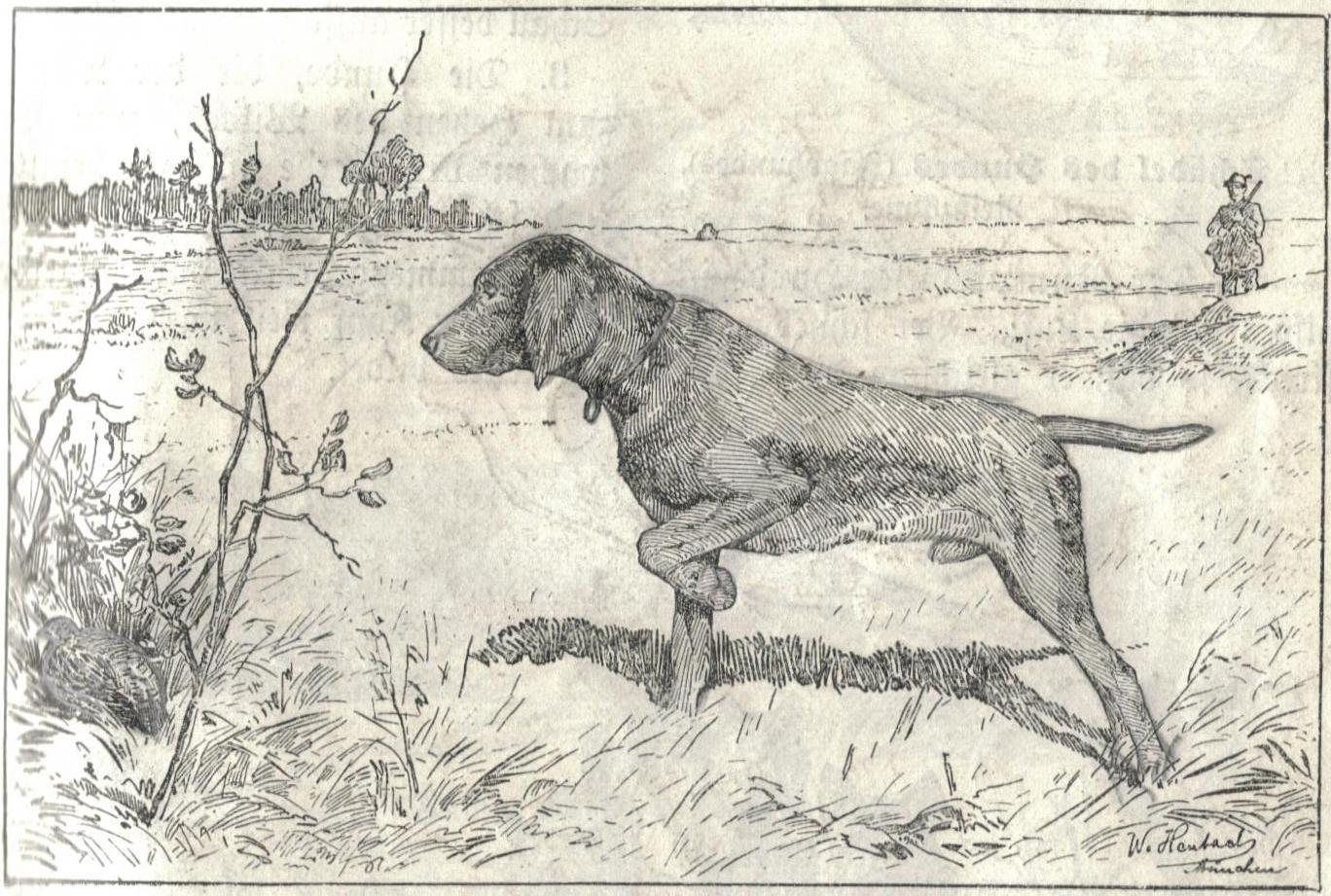
Chien de chasse
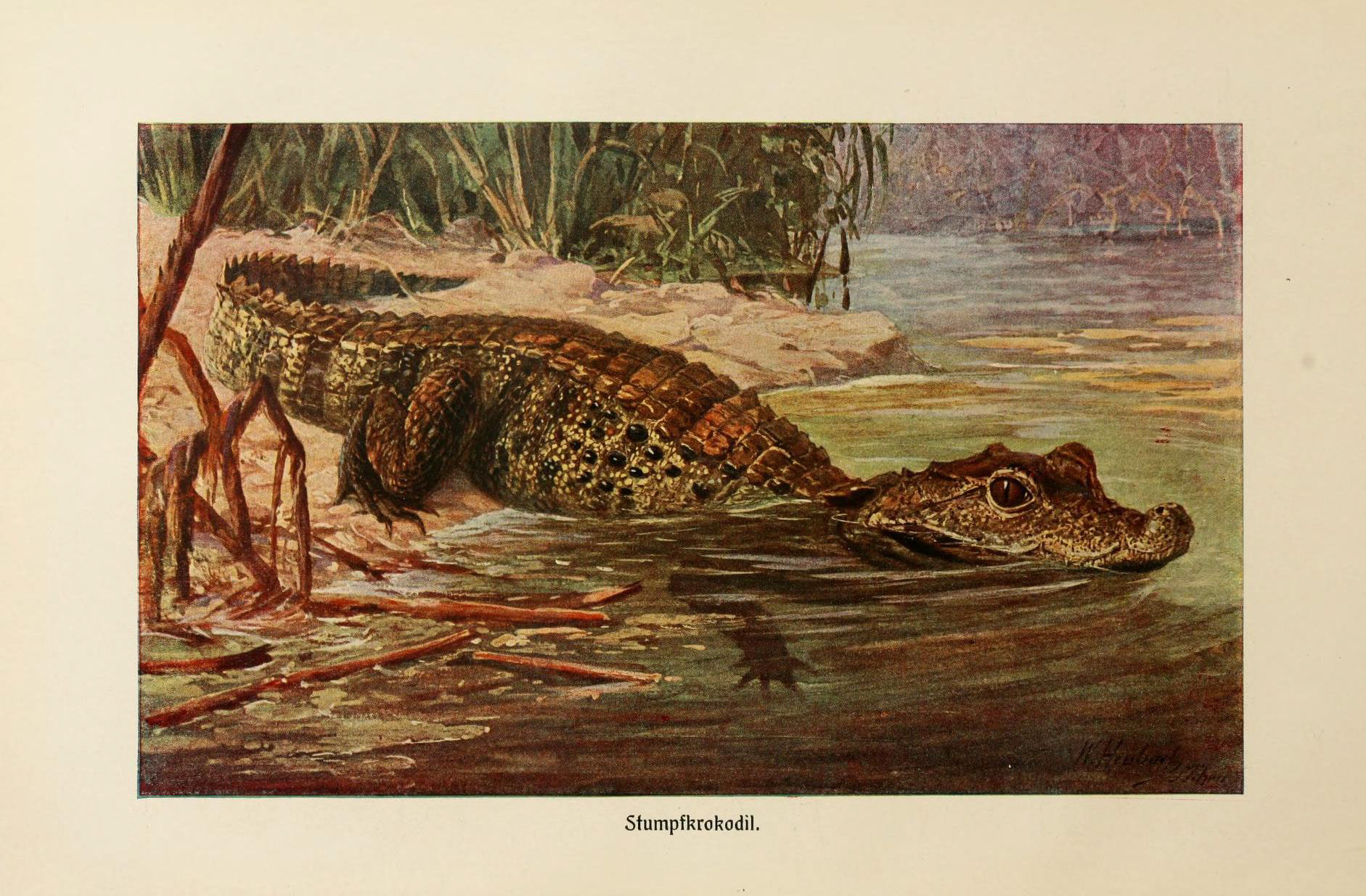
Crocodile nain, tiré des Brehms Tierleben
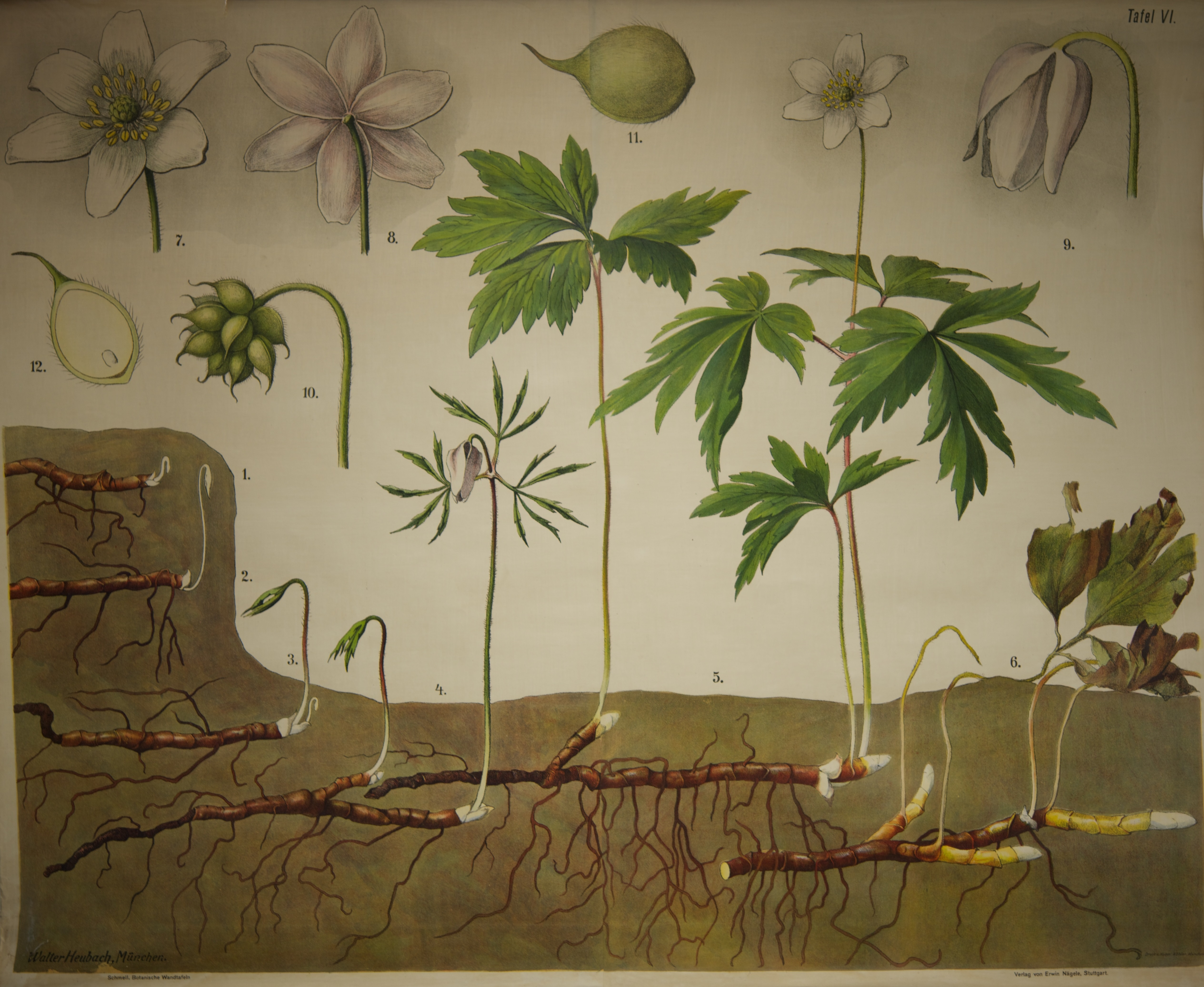
Anémone sylvie, tiré de Schmeils Botanische Wandtafeln